# Łazy (województwo dolnośląskie)
Łazy (niem. Lahse) – wieś w Polsce położona w województwie dolnośląskim, w powiecie wołowskim, w gminie Wińsko.
W latach 1975–1998 miejscowość administracyjnie należała do województwa wrocławskiego.